# Pallavicinia blytii
Pallavicinia blytii là một loài rêu trong họ Pallaviciniaceae. Loài này được (Moerck ex Hornem.) Lindb. mô tả khoa học đầu tiên năm 1867.